# Henk Veerman
Hendrik Andreas Jacobus „Henk“ Veerman (* 26. Februar 1991 in Volendam, heute zu Edam-Volendam) ist ein niederländischer Fußballspieler. Der Mittelstürmer steht seit der Saison 2022/23 beim FC Volendam unter Vertrag. Er ist der ältere Bruder des niederländischen Nationalspielers Joey Veerman.

## Karriere
Der großgewachsene Veerman begann in seiner Heimatstadt bei der RKAV Volendam mit dem Fußballspielen. Als Einundzwanzigjähriger schloss er sich stadtintern dem FC Volendam an, er kam für die Jugend, die zweite Mannschaft und die Profis des Vereins zum Einsatz.
Nach anschließenden drei Jahren im Dienste des SC Heerenveen unterschrieb Veerman im August 2018 einen bis 2021 gültigen Vertrag beim deutschen Zweitligisten FC St. Pauli. In seiner ersten Saison konnte der Niederländer in 17 Pflichtspielen sechs Treffer sowie fünf Vorlagen beisteuern, zog sich jedoch zum Start der Rückrunde beim 4:1 gegen den 1. FC Magdeburg einen Kreuzbandriss zu. Nach zwei Aufbaueinsätzen in der Regionalliga konnte Veerman erst wieder im November 2019 für die Profimannschaft aktiv werden. Einen Monat später erzielte er beim 3:0-Sieg über Tabellenführer Arminia Bielefeld seinen ersten Doppelpack für St. Pauli.
Zur Saison 2020/21 wechselte er zurück zu seinem Ex-Club SC Heerenveen. Er bestritt in dieser Saison 31 von 34 möglichen Ligaspielen für Heerenveen, in denen er 14 Tore schoss, sowie vier Pokalspiele.